# Bulbophyllum octarrhenipetalum
Bulbophyllum octarrhenipetalum là một loài phong lan thuộc chi Bulbophyllum.